# Ion Pantelimonescu
Ion Pantelimonescu (n. 15 mai 1956) este un scrimer român specializat pe sabie. Alături de Dan Irimiciuc, Cornel Marin, Ioan Pop și Marin Mustață, a fost campion universitar pe echipe la Universiada de vară din 1977 de la Sofia. A luat parte la Jocurile Olimpice de vară din 1980 de la Moscova. A fost campion național în 1975 și 1979.